# Luís Garcia (ator)
Luís Garcia (Mortágua, 19 de fevereiro de 1993) é um ator português. Trabalha em teatro, cinema e televisão (séries e telenovelas).

## Biografia
Luís Garcia é um ator português natural de Mortágua, reconhecido pelo seu talento em televisão, cinema e teatro. Formado em várias oficinas teatrais com principal foco na Comuna - Teatro de Pesquisa sob a direção de João Mota.
Na televisão, destacou-se como protagonista em Morangos com Açúcar 9 (TVI) , Rainha das Flores (SIC), Vidas Opostas (SIC), A Lista (OPTO) e Cacau (TVI). Também participou em produções como A Generala, Instaverso e Terra Brava. No cinema, integrou filmes de prestígio, como O Fim da Inocência e A Herdade. 
No teatro, participou em peças marcantes como Os Apontamentos de Trigorin, com encenação de João Mota na Comuna - Teatro de Pesquisa, Romeu e Julieta no Teatro da Trindade e Calígula morreu. Eu não, apresentada no Teatro Nacional D. Maria II e no Teatro María Guerrero, em Madrid. Com Filipe La Féria, destacou-se em Laura -  O Musical, no Teatro Politeama. 
Luís continua a explorar novos desafios artísticos e a afirmar-se como um dos nomes mais versáteis da representação em Portugal.

## Formação
Ele concluiu os cursos de teatro:
- 2010 – Workshop Interpretação TV -  Plural Entertaiment;
- 2017 – Oficina Teatro Académico, GTIST, com Daniel Gorjão;
- 2017/18 – Oficina Teatral “Interpretação/Encenação” com João Mota, Comuna Teatro de Pesquisa.

## Filmografia

### Televisão
| Ano         | Projeto                  | Personagem       | Nota(s)                                     | Canal       |
| ----------- | ------------------------ | ---------------- | ------------------------------------------- | ----------- |
| 2011 - 2012 | Morangos com Açúcar 9    | Bryan Silva      | Protagonista                                | TVI         |
| 2013        | Conta-me História        | D. Manuel ll     | Episódio Implantação da República           | RTP1        |
| 2015        | Aposta que Amas          | Salvador         | Protagonista                                | SIC Radical |
| 2016 - 2017 | Rainha das Flores        | Bruno Severo     | Elenco Principal                            | SIC         |
| 2017        | Inspetor Max             |                  | Elenco Adicional                            | TVI         |
| 2017        | Ministério do Tempo      | RTP1             | Elenco Adicional                            |             |
| 2018 - 2018 | Vidas Opostas            | Joel Lemos       | Elenco Principal                            | SIC         |
| 2019        | Amar Depois de Amar      | Bernando         | Elenco Adicional                            | TVI         |
| 2020        | Casa do Cais             | Miguel           | 2.ª Temporada, Episódio 4; Elenco Adicional | RTP1        |
| 2020        | Instaverso               | Miguel           | Elenco Principal                            | RTP1        |
| 2020        | Terra Brava              | Artur            | Elenco Adicional                            | SIC         |
| 2020        | A Generala               | Leonel Guerreiro | Elenco Principal                            | SIC         |
| 2021        | A Lista                  | Bruno Amaro      | Protagonista                                | SIC         |
| 2023        | Queridos Papás           | Salvador         | Elenco Adicional                            | TVI         |
| 2023        | Marco Paulo (minissérie) | Ernesto          | Elenco Principal                            | SIC         |
| 2024        | Cacau                    | David            | Elenco Principal                            | TVI         |

### Cinema
| Ano  | Filme                                 | Papel          | Referências |
| ---- | ------------------------------------- | -------------- | ----------- |
| 2011 | Catarina e os Outros (curta-metragem) | Homem #6       |             |
| 2017 | O Fim da Inocência                    | Afonso         |             |
| 2019 | A Herdade                             | Martim de Beja |             |

## Teatro
- 2024 - "Fátima - Ópera-Rock", de Filipe La Féria, Teatro Politeama (Lisboa)

- 2023 - "Laura - O Musical", de Filipe La Féria, Teatro Politeama (Lisboa)
- 2022 - "A Casa de Bernarda Alba", de Federico Garcia Lorca, encenação de Hugo Franco, Comuna Teatro Pesquisa
- 2021 - "Calígula morreu. Eu não", encenação Marco Paiva, Teatro María Guerrero e Teatro Nacional D. Maria II
- 2019 – “Órion” de Diogo Tavares, encenação Guilherme Filipe, Comuna Teatro Pesquisa
- 2019 – “Romeu e Julieta” de William Shakespeare, encenação João Mota, Teatro da Trindade
- 2018 – “Os Apontamentos de Trigorin”, encenação João Mota, Comuna Teatro Pesquisa
- 2017 – “Cock” de Mike Bartlett, direção Daniel Gorjão, espaço GTIST
- 2017 – “Ama Como a Estrada Começa”*, direção Daniel Gorjão, GTIST, Teatro da Comuna